# Standard Fahrzeugfabrik
Standard (Стандард) — з 1926 року німецький виробник автомобілів та мотоциклів. Штаб-квартира знаходиться в Людвігсбурзі. У 1940 році Standard припинив свою діяльність. У 1946 році виробництво продукції компанії Standard продовжилось компанією Gutbrod.
Gutbrod (Гутброд) — з 1933 року німецький виробник автомобілів та агротехніки. Штаб-квартира знаходиться в місті Штутгарт-Фейєрбах. У 1954 році Gutbrod припинив виробництво автомобілів.

## Вільгельм Гутброд
Вільгельм Гутброд народився в 1890 році в селянській родині, після початкової школи пішов вчитися на токаря. Мабуть, хлопець був тямущий, бо його взяли на роботу у фірму Bosch у Штутгарті. 1914 році Гутброд переїжджає в Людвігсбург, з початком війни його призивають в армію, де він служить у Люфтваффе механіком. Після війни він влаштовується у фірму Kälble - Motorwalzen, для якої будує дизельний мотор. У 1923 році Гутброд іде працювати у фірму Klotz, де конструює мотоцикли, і нарешті в 1926 році він засновує власну фірму Standard Fahrzeugfabrik GmbH, яка починає випускати мотоцикли, причому цілком успішні в мотоспорті.
Протягом семи років фірма виробляла мотоцикли, поки в 1933 році не переїжджає в Штутгарт-Фейєрбах, де починається виробництво мікролітражних автомобілів, які були названі Superior, автором яких був Йозеф Ганц.

## Йозеф Ґанц
Йозеф Ґанц (Josef Ganz) народився 1898 року в Будапешті, який входив тоді до складу Австро-Угорщини. Його батько, Хуго Маркус Ґанц, єврей за походженням, був відомим німецьким журналістом і політиком. Під час Першої світової родина перебралася до Німеччини, де й отримала німецьке громадянство. У 1916 році Ґанц добровільно вступив до армії і бився за Німеччину у військово-морському флоті. Ґанц ще з підліткового віку захоплювався моторною технікою, тож у 1918 році пішов вчитися на інженера. Мрією хлопця був невеликий автомобіль, який він міг би продавати за ціною мотоцикла. У 1923 році, ще будучи студентом, Ґанц робить начерки аеродинамічного автомобіля із середнім розташуванням мотора і незалежною підвіскою.
Оскільки в нього не було грошей на будівництво прототипу, то юний конструктор починає видавати свої статті, щоб накопичити гроші, в журналі Klein-Motor-Sport, критикуючи застійні технології, старомодні автомобілі й описуючи достоїнства прогресивних конструкцій. У 1927 році Ґанц  стає головним редактором цього журналу, а в січні 1929 року журнал, до якого вже прислухалися німецькі виробники, перейменовується в Motor-Kritik.

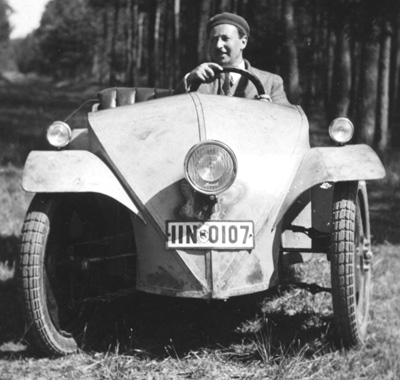
Ardie-Ganz

1929 року мотоциклетні фірми Zündapp, Ardie і DKW підписують угоду з Йозефом Ганцом, який починає проєктувати для цих фірм народний автомобіль. У грудні 1930 року з'явився перший прототип, побудований на потужностях Ardie, 1931 року був готовий другий прототип, побудований на потужностях фірми Adler, яка теж приєдналася до проєкту.

## Початок виробництва автомобілів Standard

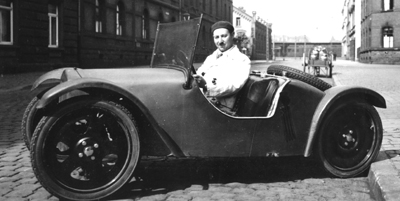
Adler Maikäfer, за кермом — Йозеф Ґанц

Оскільки прототип фірми Adler проходив випробування в травні, то Ґанц вирішив назвати машину Maikäfer («Травневий жук»). Цей автомобіль мав трубчасте шасі, центрально розташований двигун і незалежну підвіску всіх коліс, причому ззаду були так звані хитні важелі. Однак після завершення випробувань прототипу на заводі фірми Adler змінюється керівництво фірми, яке закриває проєкт, переключившись на розробку передньопривідного автомобіля. Але прототип починають обговорювати в багатьох фірмах, і незабаром Ґанц стає інженером-консультантом у Daimler-Benz і BMW, для яких інженер будує їхні перші автомобілі з незалежною підвіскою коліс — Mercedes-Benz 170 і BMW AM1.

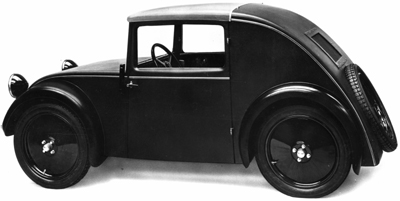
Standard Superior

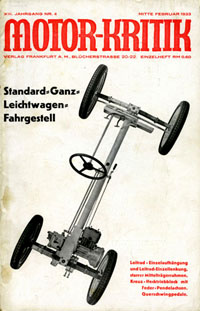
Шасі автомобіля на обкладинці журналу Motor-Kritik

Наприкінці 1932 року конструкцію його прототипу купує Вільгельм Гутброд, машину доводять до розуму, зробивши її закритою, і в лютому 1933 року автомобіль демонструють на автосалоні в Берліні. Standart Superior оснастили 400-кубовим 2-циліндровим двотактним мотором потужністю 12 к/с, який встановили перед задньою віссю, шасі мало вигляд труби, а підвіска, як і на прототипі, була незалежною на всіх колесах.

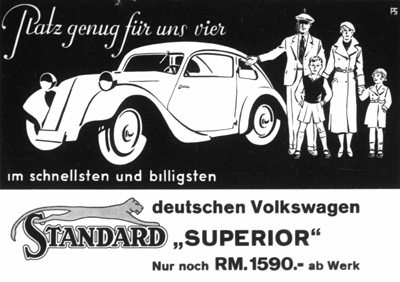
Standard Superior після квітня 1933 року

Кузов вийшов дещо дивний по дизайну, тому після критики в журналі Motor-Kritik у квітні 1933 року з'являється трохи змінений кузов, передусім змінили кут нахилу передньої стійки.

## Доля Йозефа Ґанца
Що стосується самого Йозефа Ґанца, то в травні 1933 року на хвилі антисемітизму його заарештовує Гестапо і звинувачує в шпигунстві у сфері автоіндустрії, але, не знайшовши аргументів, відпускає. У листопаді 1933 року з Ґанцом контактує Евехард Бунгартц, який купує ліцензію на його конструкцію. У квітні 1934 року починається виробництво Bungartz Butz, який тільки зовні відрізняється від Standard Superior, а в червні 1934 року Ґанц переїжджає в Ліхтенштейн.
З Ліхтенштейну він переїхав до Швейцарії, де почав проєктувати швейцарський автомобіль. Перші три прототипи були побудовані в 1937-1938 роках,Ґанц планував почати масово випускати ці автомобілі. Але після початку Другої світової війни швейцарський уряд (не без нацьковування з боку Гестапо) націоналізує завод, заодно і конструкцію автомобіля. Ґанц подає в суд, але 1945 року в Швейцарії починається випуск автомобілів марки Rapid. Після п'яти років позову, в 1947 році, Ґанц переїжджає до Франції, до цього часу в Швейцарії був випущений останній з 36-ти «Рапідів». У Франції Ґанц почав виробляти автомобілі під маркою Juline, але скласти конкуренцію на ринку він вже не міг, тому в 1951 році Ґанц іммігрує до Австралії. В Австралії він влаштовується на завод фірми Holden, але через погане здоров'я (кілька серцевих нападів) іде у відставку. У 1965 році уряд ФРН хотів вручити орден «Хрест офіцера» за заслуги перед вітчизною, але уряд Австралії відмовив, тому що за тими законами громадяни Австралії не мали право отримувати ордени від інших держав, а через два роки Йозеф Ганц помер у бідності.

## Продовження виробництва автомобілів Standard

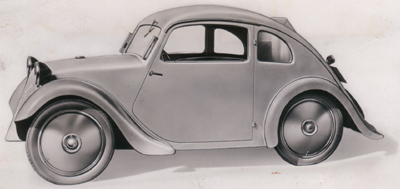
Standard Superior 500 1934 модельного року

У листопаді 1933 року завод модернізує свою легкову модель Superior, машина стає більшою в габаритах, зовнішній вигляд доповнений ще одним вікном, ззаду тепер можуть поміститися двоє дітей. До цього Superior був двомісним, мабуть, це і стало причиною малого попиту, за цей час підприємство Гутброда змогло реалізувати всього 500 автомобілів першого покоління. Нова модель отримала мотор більшого об'єму — 500 кубиків, який видавав уже 16 к/с.
На біду для фірми виставку відвідав новий рейхсканцлер Німеччини, якому сподобалася ідея масового народного автомобіля для сім'ї. У 1935 році Гітлер і Герінг (відповідальний за пропаганду) наказом зверху змушують припинити виробництво «народних» автомобілів, при цьому вилучаючи всю документацію на неї, адже ще в червні 1934 року за наказом рейхсфюрера починається проєкт над створенням справжнього арійського народного автомобіля. Управляти проєктом ставлять людину, яка свого часу часто контактувала з Ґанцом — доктора Фердинанда Порше. До речі, тоді ж було припинено виробництво технічного двійника — Bungartz Butz, а фірма Bungartz перейшла на виробництво сільгосптехніки.
Виробивши всього 1500 легкових автомобілів за цей час, фірма переходить на виробництво легких розвізних автомобільчиків: відкривав програму 3-колісний пікап Dreirad P203/Р503, який оснащувався або одноциліндровим 200-кубовим мотором, або 2-циліндровим 500-кубовим від Superior. Далі йшла модель Hermes H204/H504 з аналогічною технікою, але при цьому коліс вже було чотири, і замикав програму пікап під назвою Merkur, який мав тільки п'ятсоткубовий двигун, при цьому 16-сильна машина могла тягнути тонну вантажу.
У 1939 році у виробництві залишився тільки 3-колісний фургончик та мотоцикли.

## Компанія Gutbrod
Після Другої світової війни виробництво зупиняється, адже завод був зруйнований. У 1946 році Вільгельм Гутброд відновлює виробництво вантажівок, які починають продавати під маркою Gutbrod. Це були вже 4-колісні пікапи, які могли брати по 750 кг ваги, хоча 2-циліндровий мотор розвивав усього 14 к/с.

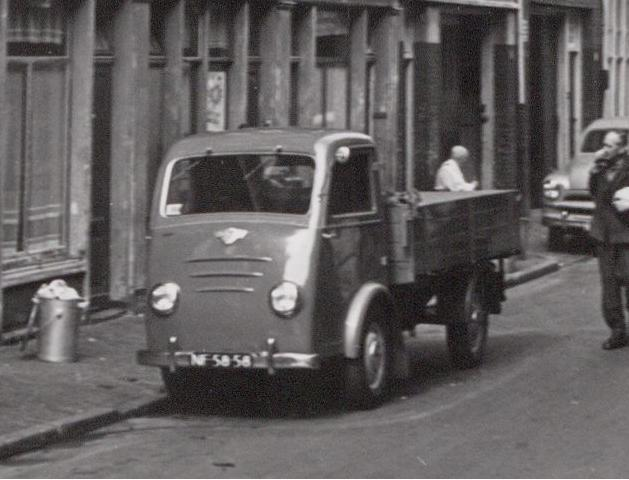
Gutbrod Atlas 800

У 1948 році глава фірми вмирає, а на його місце стає його син — Вальтер, який хоче розширити виробничу програму, тому інженер Адольф Шнюрле до 1949 року проєктує новий комерційний автомобіль вагонного компонування, у якого мотор і коробка передач розташовані в задньому звісі. Ця машина оснащується 576-кубовим 16-сильним 2-тактником, що отримав назву Atlas 800. Машина була побудована за тими принципами, які колись запропонував Ганц — хребтова рама і незалежна підвіска всіх коліс: у післявоєнній Німеччині цей фургон і бортовичок були доречними, і вже до 1950 року з ковеєра зійшло 3800 грузовичків.
Через рік з'явилися і вантажопасажирські версії Kombinationswagen, одночасно з ними з'явилися і легендарні «хіппібуси» від Volkswagen. Тим часом успіх легких вантажівок давав змогу фірмі витрачати гроші на розробку легкових автомобілів.

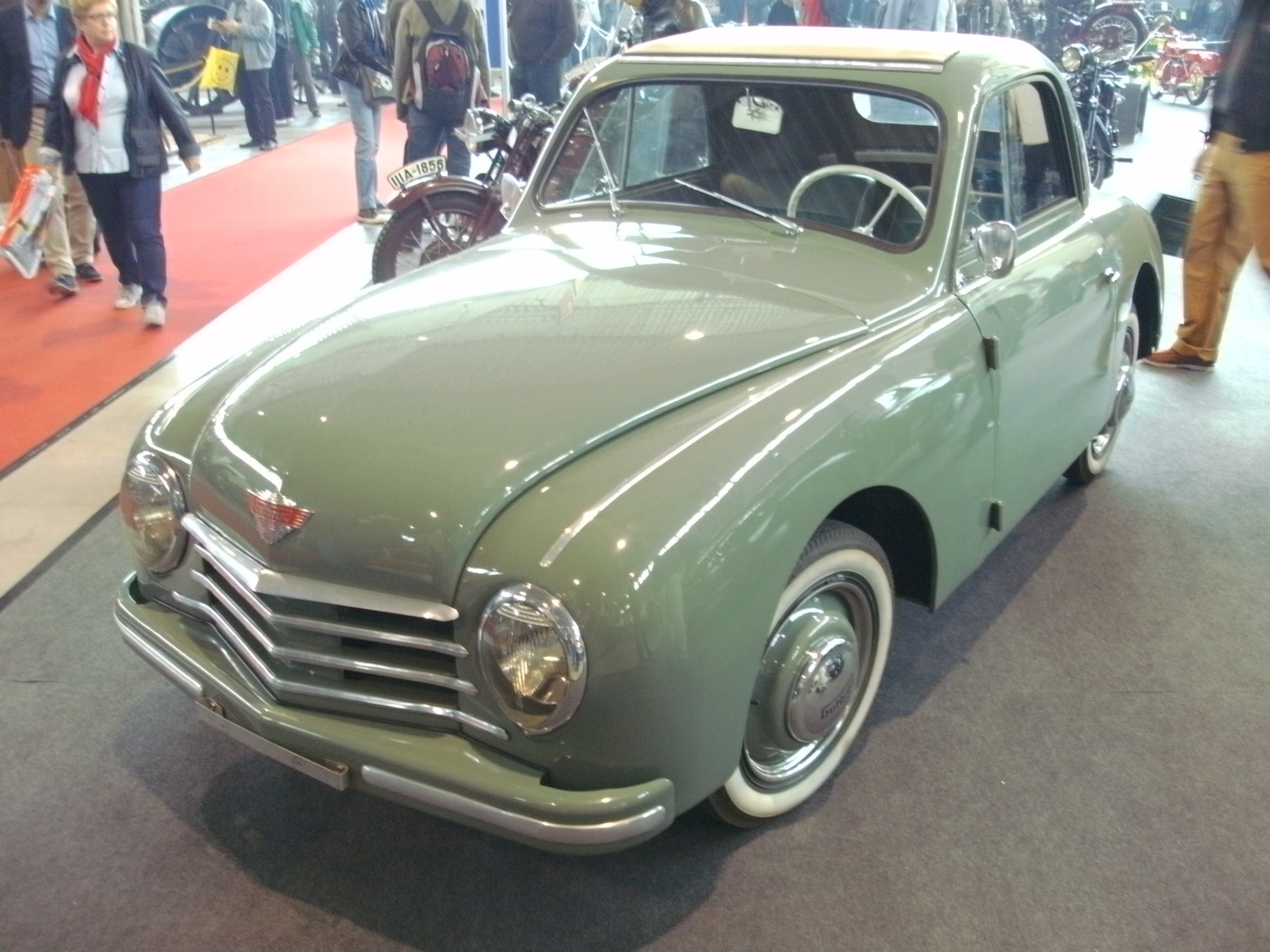
Gutbrod Superior 600 Cabrio-Limousine

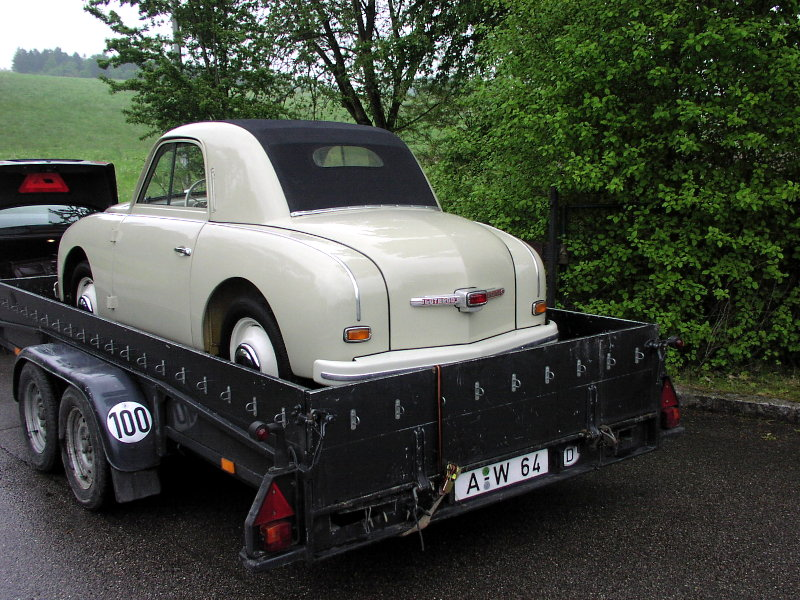
Gutbrod Superior 600 Cabrio-Limousine

У липні 1950 року з'являється легкова модель Superior 600, на відміну від довоєнних однойменних автомобілів у цієї машинки було класичне компонування, тобто мотор спереду, привід — задній. Але ця машина, як і попередник, отримала незалежну підвіску всіх коліс. Двоциліндровий двотактний двигун об'ємом у 596 кубиків видавав 20 сил. Двомісний (плюс одне дитяче ззаду) кузов типу кабріо-седан став поставлятися фірмою Weinsberg.

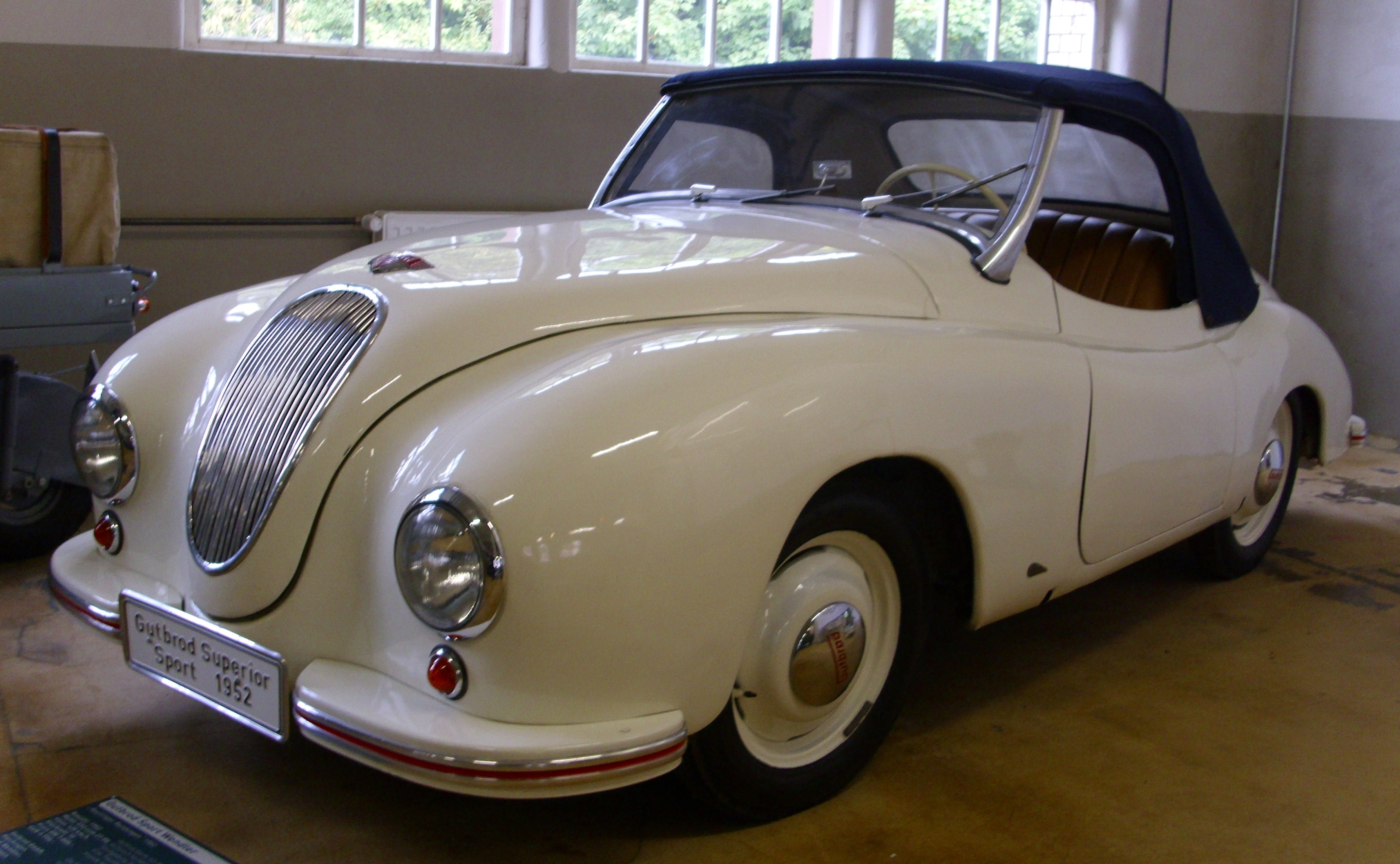
Gutbrod Superior Sport Roadster

У 1951 році з'являється спортивна версія автомобіля — родстер, яка випускається всього рік, оскільки за цей час знайшлося всього десять покупців на відкритий кузов, що поставляється фірмою Wendler.
У квітні того ж року анонсується мотор з безпосереднім уприскуванням палива, і в 1952 році перший у світі автомобіль з таким мотором починає випускатися. Інжекторний мотор був побудований на 663-кубовому двигуні від моделі Atlas 1000, на який встановили дизельну систему уприскування фірми Bosch. Мотор працював ідеально і мав на 30 % менше споживання палива, потужність такого мотора зросла до 30 сил, водночас базовим для легкової моделі став 660-кубовий мотор з карбюраторним живленням, який видавав 26 к/с, але варіант для комерційної машинки мав усього 19 к/с. Наприклад, радянський ЗАЗ-965 мав 4 циліндри, був 4-тактним, і мотор був більше на 100 см3, а мав 28 сил.
Мотор, сконструйований Хансом Шеренбергом, встановлювали і на Goliath GP700. У 1952 році Шеренберг знову перейшов працювати в Daimler-Benz AG, де взяв участь у розробці SL300. Що цікаво, ця маленька машинка від самого початку оснащувалася гідравлічним приводом гальм, тоді як багато англійських виробників використовували напівгідравлічний привід і на більш дорогих автомобілях. Цей автомобіль з 30-сильним мотором був здатний розвивати швидкість до 115 км/год, що знову-таки було більше показників ЗАЗ-965 або VW Käfer. Мабуть, з цієї причини Вольфганд Гутброд і Вальтер Швіндт вирішили на початку 1953 року спробувати свої сили на Monte-Carlo.

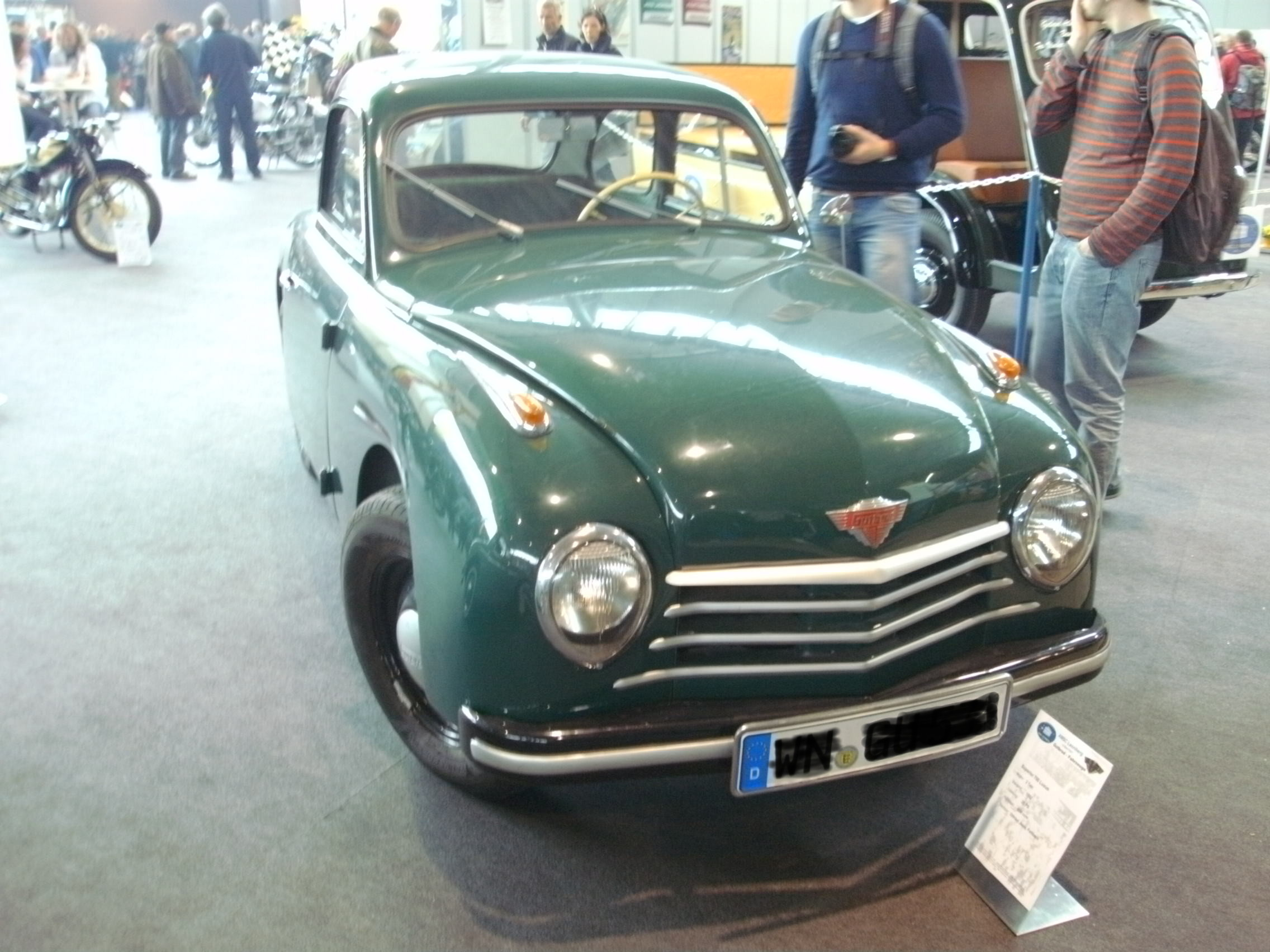
Gutbrod Superior Luxus 700E Kombi

Тим часом, крім Superior Luxus 700E, з'являється вантажопасажирський варіант з кузовом універсал, правда, машину виготовляли на потужностях фірми Westfalia-Werke Franz Knöbel & Söhne KG, куди поставлялися шасі з двигуном, а інше, зокрема й забарвлення, виконувала фірма з Реда-Віденбрюка (до речі, це та сама Westfalia, яка виробляє кемпери на колесах переважно на базі Volkswagen Transporter/Caravelle).

## Припинення виробництва автомобілів
На початку осені 1953 року фірма представила повноцінний 4-місний прототип, але вже тоді фірма стояла на межі банкрутства — їй довелося продати завод у Шварцвальді, залишивши собі тільки виробничі потужності в Тюбінгені. За вісім місяців фірма змогла побудувати лише 55 автомобілів, а загалом до серпня 1954 року, починаючи з липня 1950 року, було побудовано 7726 легкових машин (з яких тільки 1000 були з інжекторним двигуном), плюс з 1949 року побудовано майже 11000 вантажівок серії Atlas. Мабуть, причина поганого попиту на легкові машини крилася у високій ціні, яка була на 800 марок вища за ціни на VW Käfer, при цьому Гутброди в більшості були двомісними. У серпні 1954 року Вальтер Гутброд вирішує припинити виробництво автомобілів і перейти виключно на виготовлення сільгоспобладнання.
У 1996 році фірму викупила американська компанія Modern Tool and Die Company, яка продовжила випускати мінітрактори під маркою Gutbrod.

## Список автомобілів Standard
- 1933 — Standard Superior
  - Standard Dreirad
- 1934 — Standard Merkur
- 1935 — Standard Hermes

## Список автомобілів Gutbrod
- 1946 — Gutbrod Heck
- 1949 — Gutbrod Atlas
- 1950 — Gutbrod Superior 600
- 1951 — Gutbrod Superior Sport Roadster
- 1952 — Gutbrod Superior Luxus 700